# Давид Орлов
Давид Иванович Орлов (на руски: Давид Иванович Орлов) е руски офицер, генерал-лейтенант. Участник в Руско-турската война (1877 – 1878).

## Биография
Давид Орлов е роден на 24 юни 1840 г. в Орловка, Област на Донската войска, в семейството на потомствения дворянин генерал-лейтенант Иван Алексеевич Орлов и Еликонида Петровна. Ориентира се към военното поприще според казашката традиция. Постъпва на действителна военна служба в Лейбгвардейския казашки полк (1859). Произведен е в първо офицерско звание корнет на 24 април 1861 г.
Участва в потушаването на Полското въстание (1863 – 1864). Адютант за особени поръчения при главнокомандващия на Гвардейските части и Санктпетербурския военен окръг Великия княз Николай Николаевич от 1864 г. Повишен е във военно звание полковник от 28 март 1871 г. Назначен е за командир на 25-и Донски казашки полк и 30-и Донски казашки полк (1873, 1876).
Участва в Руско-турската война (1877 – 1878). Проявява се при преминаването на Стара планина в състава на Предния отряд с командир генерал-лейтенант Йосиф Гурко и боевете на Шипка.
Сотните на 30-и Донски казашки полк участват в действията за превземането на Ловеч на 5 юли и 22 август и в отбраната на града на 15 юли 1877 г. Награден е с орден „Свети Владимир“ III степен с мечове. За успешната рекогносцировка на Ловеч на 26 и 27 август 1877 г. е награден със златно оръжие „За храброст“ и повишен във военно звание флигел-адютант (1877). Назначен е за командир на 1-ва бригада от 2-ра казашка дивизия. Отличава се при освобождаването на Тетевен, зимното преминаване на Стара планина и действията в Южна България. Повишен е във военно звание генерал-майор с назначение в свитата на император Александър II от 26 февруари 1878 г.
След войната служи в Донската войска. Повишен е във военно звание генерал-лейтенант от 30 август 1892 г. Служи във Варшавския военен окръг (1895). Назначен е за командир на 12-а кавалерийска дивизия и 1-ва Донска казашка дивизия (1896, 1898).
Излиза в оставка през 1900 г. и живее в своето имение Орловка. Занимава се със земеделие и отглеждане на коне. Умира на 11 август 1916 г. в Орловка.